# Myriam Spiteri Debono
Myriam Spiteri Debono ali Miriam Spiteri Debono malteška političarka, * 25. oktober 1952, Victoria, Gozo, Malta.
Myriam Spiteri Debono je 11. in sedanja predsednica Malte. Je prva ženska z otoka Gozo, ki je bila izvoljena na ta položaj. Od leta 1996 do 1998 je bila tudi predsednica predstavniškega doma Malte in prva ženska na tem položaju.

## Zgodnje življenje in kariera
Spiteri Debono se je rodila kot Miriam Zammit v Victorii na Gozu, staršema Pawlu Zammitu in njegovi ženi. Osnovno  izobrazbo v mladosti je prejela na Gozu. Nadaljevala je s študijem na Univerzi na Malti, kjer je študirala angleško književnost in jezikoslovje ter diplomirala leta 1973. Študirala je tudi pravo in leta 1980 diplomirala kot notarka.
Njene prve javne funkcije so vključevale  predsedovanje Odboru za zadruge in kot ustanovna članica Komisije za enakost spolov.
Myriam Spiteri Debono se je kot kandidatka Malteške laburistične stranke udeležila petih splošnih volitev (1981, 1987, 1992, 1996, 2003). Na nobenih od teh volitev ni bila izvoljena. Leta 1982 je bila izvoljena v izvršni odbor stranke.
Spiteri Debono je bila med letoma 1993 in 1996 predsednica ženske sekcije Partit Laburista.
Septembra 1996 jo je predsednik vlade Alfred Sant imenoval za predsednico malteškega predstavniškega doma. Bila je prva ženska, ki je opravljala to vlogo na Malti Oktobra 1998 jo je na tem mestu zamenjal Anton Tabone.
Januarja 2023 jo je Nacionalistična stranka predlagala za vlogo Komisarke za standarde. To priložnost je odklonila, saj je trdila, da zanjo ni primerna, niti je ne zanima.

## Predsednica
21. marca 2024 so poročali, da je glavna kandidatka za položaj predsednice Republike Malte. Njen položaj kot glavne kandidatke je bil potrjen teden dni kasneje s skupno izjavo uradov Predsednika vlade in Vodje opozicije. 27. marca 2024 je bila soglasno izvoljena za 11. predsednico Malte. Njena izvolitev je bila prva, ki je upoštevala nove ustavne reforme, uvedene leta 2020. Ena od teh reform je bila uvedba zahteve, da mora predsedniškega kandidata potrditi vsaj dve tretjini članov parlamenta.
Spiteri Debono je tretja ženska, ki je zasedla položaj predsednice Malte, po Agathi Barbari in Marie Louise Coleiro Preca. Je tudi tretja oseba z Goza, ki je bila imenovana na ta položaj, po Antonu Buttigiegu in Ċensu Taboneju.
Inaugurirana je bila 4. aprila 2024.
Ob času svojega imenovanja je priznala, da je tehnofobinja; ima preklopni telefon in raje narekuje svoja pisma in drugo korespondenco asistentu, e-pošto pa uporablja z e-poštnim naslovom svojega moža.

## Osebno življenje
Spiteri Debono je večino svojega odraslega življenja preživela v Birkirkari na Malti. Poročena je z notarjem Anthonyjem Spiterijem Debono in imata tri otroke, Eleno, Georgea in Mario Kristino. Spiteri Debono in njen mož imata štiri vnuke: Alexandra, Paula, Pippo in Beppeja.

## Priznanja

### Nacionalna odlikovanja
- Veliki mojster in častni spremljevalec Narodnega reda za zasluge, Malta, samodejno kot predsednica Malte
- Veliki mojster Xirka Ġieħ ir-Repubblika, samodejno kot predsednica Malte